# Octospiniferoides incognita
Octospiniferoides incognita är en hakmaskart som beskrevs av Schmidt och Hugghins 1973. Octospiniferoides incognita ingår i släktet Octospiniferoides och familjen Neoechinorhynchidae. Inga underarter finns listade i Catalogue of Life.